# Ewandro Costa
Ewandro Felipe de Lima Costa (* 15. März 1996 in Recife) ist ein brasilianischer Fußballspieler.

## Karriere
Der aus dem Bundesstaat Pernambuco stammende Costa begann seine Karriere beim FC São Paulo. Im Januar 2014 debütierte er für die erste Mannschaft von São Paulo in der Staatsmeisterschaft von São Paulo, als er gegen den Mogi Mirim EC in der 84. Minute für Luís Fabiano eingewechselt wurde.
Im Juli 2014 spielte er erstmals in der Série A, als er am elften Spieltag der Saison 2014 gegen Chapecoense in der 83. Minute für Osvaldo ins Spiel gebracht wurde.
Im Juli 2015 wurde er an den Ligakonkurrenten Athletico Paranaense verliehen. Im August 2015 erzielte er seinen ersten Treffer in der höchsten brasilianischen Spielklasse bei einem 3:0-Sieg gegen den Goiás EC. Für Atlético Paranaense absolvierte er während seiner einjährigen Leihe 23 Spiele in der Série A und erzielte dabei sechs Treffer.
Im Juli 2016 wechselte Costa für 3 Millionen Euro (11,3 Mio. R$) nach Italien zu Udinese Calcio. Im September 2016 debütierte er in der Serie A, als er am sechsten Spieltag der Saison 2016/17 gegen die US Sassuolo Calcio in der 75. Minute Cyril Théréau ersetzte. Bis Saisonende kam er zu vier weiteren Einsätzen in der höchsten italienischen Spielklasse.
Nachdem er in der Hinrunde der Saison 2017/18 zu keinem Einsatz in der Liga für Udinese gekommen war, wurde er im Januar 2018 nach Portugal an GD Estoril Praia verliehen. Bis Saisonende absolvierte er 15 Spiele in der Primeira Liga, in denen er einen Treffer erzielen konnte. Mit Estoril musste er zu Saisonende allerdings aus der Primeira Liga absteigen.
Im August 2018 wurde Costa an den österreichischen Bundesligisten FK Austria Wien weiterverliehen. Am 1. September 2018 kam er beim Spiel der zweitklassigen Zweitmannschaft der Wiener Austria gegen den SK Austria Klagenfurt zum Einsatz und erzielte dabei das 2:1-Siegtor. Sein Debüt für die Profimannschaft gab er beim 1:0-Sieg über den SK Rapid Wien, als er in der 81. Minute für Lucas Venuto eingewechselt wurde.
Im April 2019 wurde die Leihe vorzeitig beendet und er kehrte leihweise nach Brasilien zurück und wechselte zu Fluminense Rio de Janeiro. Bei Fluminense kam er bis Dezember nur in zwei Spielen der Série A 2019 zum Einsatz. In der Folge kehrte Costa nicht zu Udinese zurück. 2020 war er weiterhin als Leihe bei Sport Recife und EC Vitória. Nachdem sein Vertrag mit den Italienern ausgelaufen war, wechselte Costa 2021 zum Clube de Regatas Brasil.
Im Dezember 2021 unterzeichnete Costa einen Jahresvertrag bei Náutico Capibaribe für die Saison 2022. Zur Saison 2022/23 wechselte er zu Lokomotive Plowdiw nach Bulgarien. Zur Rückrunde wurde Costa an Spartak Warna ausgeliehen.